# Platypalpus maltensis
Platypalpus maltensis är en tvåvingeart som beskrevs av Patrick Grootaert och Chvala 1992. Platypalpus maltensis ingår i släktet Platypalpus och familjen puckeldansflugor.
Artens utbredningsområde är Malta. Inga underarter finns listade i Catalogue of Life.